# Camille Barrère

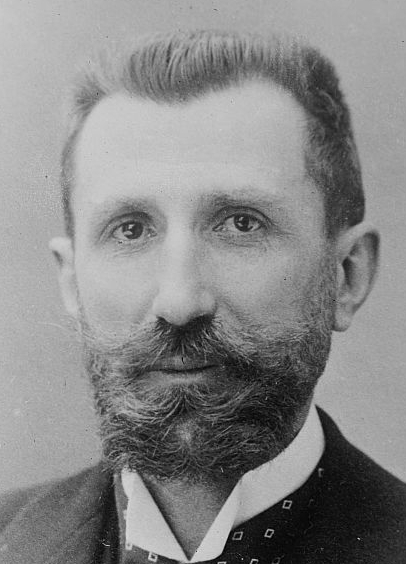
Camille Barrère

Camille Barrère (* 23. Oktober 1851 in La Charité-sur-Loire; † 7. Oktober 1940 in Paris) war ein französischer Diplomat.

## Leben
Camille Barrère war der Sohn eines Lehrers, der nach dem Staatsstreich vom 2. Dezember 1851 verfolgt wurde und mit seiner Familie in das Vereinigte Königreich ins Exil ging. Camille wuchs in England auf. 1870 kehrte er nach Frankreich zurück, sah sich aber zur Zeit der Pariser Kommune gezwungen, erneut ins Vereinigte Königreich zu gehen.
In London hatte er den Parlamentarier Martin Nadaud kennengelernt, als dessen Sekretär er in der Präfektur Guéret arbeitete. In der Folge arbeitete er als Journalist und trat 1883 in den von Aristokraten dominierten französischen Auswärtigen Dienst ein. Bei einer Außenpolitik, die sich an der Entente cordiale orientierte, wurden seine Kenntnisse britischer Denkweisen geschätzt.
Von 1883 bis 1885 war er Generalkonsul in Kairo. Von 1885 bis 1888 war er Ministre plénipotentiaire in Stockholm.
Er wurde am 17. November 1885 über seine Mission in Stockholm instruiert, wo er am 20. Januar 1886 ankam. Sein mit 20. November 1885 datiertes Akkreditierungsschreiben überreichte er am 23. Januar 1886 Oskar II. von Schweden, der bis 1905 auch König von Norwegen war.
Von 1889 bis 1896 war er Gesandter in München. Barrère war mit Annette Kolb befreundet und ging seit 1888 in der Händelstr. 1 ein und aus. Von 1894 bis 1896 war er Gesandter in Bern.

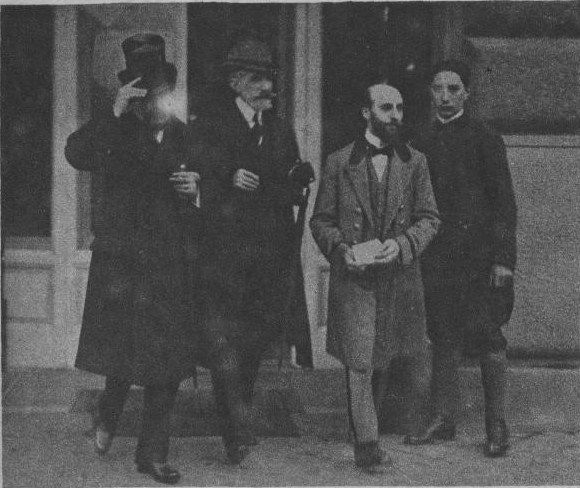
Aristide Briand und Camille Barrère nach einer Konferenz der Triple Entente vom 6. bis 8. Januar 1917 in Rom.

Von 1897 bis 1924 war er Gesandter in Rom. Zu den französisch-italienischen Konflikten in seiner Amtszeit gehörte, dass beide Regierungen bei einem Zerfall des Osmanischen Reichs Kyrene und Tunesien als ihre Kolonien betrachteten. Camille Barrère unterstützte ein französisch-italienisches Handelsabkommen, das 1897 mit der Regierung von Antonio Starabba di Rudinì geschlossen wurde, und suchte nach diplomatischen Lösungen der kolonialen Ambitionen der beiden Regierungen. So konnte im März 1902 eine Verständigung über Tripolis und Marokko gefunden werden, was dazu beitrug, dass der Dreibund nicht verlängert wurde. Er wirkte zugunsten der italienischen Neutralität 1914 und 1915 zum Beitritt Italiens zur Triple Entente im Ersten Weltkrieg. Unter der Schirmherrschaft der Académie de France à Rome unter Albert Besnard führte er 1916 in der Villa Medici ein Interview mit Désiré-Joseph Mercier.
Im Juli 1924 wurde er von Außenminister Édouard Herriot aus Rom abberufen. 1926 wurde er Mitglied der Académie des sciences morales et politiques.
Von 1929 bis 1936 war er Mitglied der Geschäftsführung der Société de construction des Batignolles (SCB, ein international engagiertes französisches Eisenbahnbauunternehmen). Die SCB verließ er 1936 aus gesundheitlichen Gründen.
In seinem Briefwechsel mit Violet Milner, Viscountess Milner, Stieftochter von Robert Gascoyne-Cecil, von 1931 bis 1935 drückte er seine Wut über den Mangel an Vorstellungsvermögen der Politiker aus, vor allem angesichts eines drohenden Anschlusses Österreichs, und protestierte gegen das deutsch-britische Flottenabkommen, das ohne vorherige Absprache mit der Regierung von Pierre-Étienne Flandin durch John Simon und Joachim von Ribbentrop die Rüstungsbeschränkungen des Friedensvertrags von Versailles unterlief. Er schrieb: „Der Mangel an Freunden ist besser als falsche Freunde.“'
Er war ein versierter Geiger und besaß mehrere historische Geigen: eine Amati, eine Guarneri del Gesù und eine Stradivari von 1727. Albert Besnard porträtierte ihn 1906.
Er wurde von Adrien Lejeune (* 3. Juni 1847; † 9. Januar 1942 in Nowosibirsk) als Kommunarde überlebt.
Marcel Proust lässt in seiner Romanfolge Auf der Suche nach der verlorenen Zeit die Figur des geschmeidigen Diplomaten Marquis de Norpois auftreten, der im Elternhaus des Ich-Erzählers verkehrt und sich politischen Umschwüngen perfekt anpasst; manche Ähnlichkeiten mit Barrère, der mit dem Vater des Autors, Adrien Proust, befreundet war, lassen vermuten, dass er das Vorbild für die Figur war, deren Karriereschritte aber auch an Gabriel Hanotaux erinnern. Barrère selbst war nach dem Erscheinen des zweiten Bandes, À l’ombre des jeunes filles en fleurs (Im Schatten junger Mädchenblüte), im November 1918, der im Dezember 1919 mit dem Prix Goncourt ausgezeichnet wurde, und in dem der intelligente, wortkarge, kulturell jedoch anspruchslose und rückwärtsgewandte Diplomat Norpois eine Rolle spielt, entsetzt, dass er als Vorbild für diesen gedient haben könnte.